# Crustumério
Crustumério (em latim: Crustumerium) foi uma antiga cidade de Lácio, na fronteira do território de Sabina, perto da nascente do rio Ália, não muito longe do rio Tibre e da cidade antiga de Roma.
No conjunto de lendas do início da história de Roma, o povo de Crustumério estava entre aqueles que foram ao festival que Rômulo organizara para Netuno Equestre. Durante o festival, os romanos sequestraram as mulheres jovens entre os espectadores visitantes, uma lenda conhecida como o rapto das sabinas. Mais tarde, de acordo com Tito Lívio, o povo de Crustumério iniciou as hostilidades. Os romanos retaliaram e capturaram Crustumério. Uma colônia romana foi subsequentemente enviada à cidade por Rômulo e muitos dos cidadãos da cidade migraram para Roma. A maioria dos colonos romanos preferia ir para Crustumério do que para outras cidades por causa do solo fértil do local.
De acordo com Lívio, a cidade posteriormente se tornou parte da Liga Latina, que entrou em guerra contra Roma durante o reino de Tarquínio Prisco. Crustumério foi uma das cidades capturadas por Tarquínio.
Plínio, o Velho menciona a cidade como uma das cidades perdidas do Lácio, mas o nome se manteve no distrito, cujas terras férteis se tornaram famosas. O sítio de Crustumério foi identificado na localidade de Marcigliana Vecchia, ao norte da moderna cidade de Roma, perto da Via Salária. A área, percialmente escavada, é de aproximadamente 60 hectares.